# Чемпионат мира по самбо 2005
XXIX чемпионат мира по спортивному самбо прошёл в городе Астана (Казахстан) 11-14 ноября 2005 года. Чемпионат по боевому самбо проходил в Праге (Чехия) 21-22 октября.

## Медалисты

### Мужчины
| Весовая категория | Золото                              | Серебро                       | Бронза                                                           |
| ----------------- | ----------------------------------- | ----------------------------- | ---------------------------------------------------------------- |
| до 52 кг          | Шавкат Жураев · Узбекистан          | Костадин Табаков · Болгария   | Андрей Курлыпо · Беларусь Алексей Егоров · Россия                |
| до 57 кг          | Руслан Кишмахов · Россия            | Дидар Молдагалиев · Казахстан | Эльчин Маилов · Азербайджан Дондогдорж Жавхлатегс · Монголия     |
| до 62 кг          | Виталий Сергеев · Россия            | Анзор Мацукатов · Греция      | Тимур Ундаганов · Казахстан Дмитрий Базылев · Беларусь           |
| до 68 кг          | Хашбаатарын Цагаанбаатар · Монголия | Арсен Хатип · Казахстан       | Дамир Мухидов · Узбекистан Виктор Лопатин · Беларусь             |
| до 74 кг          | Асхат Шахаров · Казахстан           | Ашот Даниелян · Армения       | Виктор Савинов · Украина Стефан Шопов · Болгария                 |
| до 82 кг          | Раис Рахматуллин · Россия           | Лаэрт Авагян · Армения        | Магомед Абдулганилов · Беларусь Динмухамед Мусралиев · Казахстан |
| до 90 кг          | Батбаярын Ариун-Эрдэнэ · Монголия   | Аслан Унашхотлов · Россия     | Гиви Шубитидзе · США Миндия Бодавели · Грузия                    |
| до 100 кг         | Руслан Гасымов · Россия             | Михаил Апостолов · Болгария   | Кирилл Воловик · Украина Навризмахмад Саноев · Таджикистан       |
| свыше 100 кг      | Мурат Хасанов · Россия              | Евгений Сотников · Украина    | Леонид Свирид · Беларусь Иван Илиев · Болгария                   |

#### Командный зачёт
1. Россия;
2. Казахстан;
3. Монголия;
4. Болгария;
5. Беларусь.

### Женщины
| Весовая категория | Золото                        | Серебро                           | Бронза                                                         |
| ----------------- | ----------------------------- | --------------------------------- | -------------------------------------------------------------- |
| до 48 кг          | Татьяна Москвина · Беларусь   | Оксана Фалеева · Россия           | Эрдэнэчимэг Герелтуя · Монголия Келбет Нургазина · Казахстан   |
| до 52 кг          | Мунхбаатар Бундмаа · Монголия | Вера Пинчук · Украина             | Татьяна Тривич · Сербия и Черногория Марина Жарская · Беларусь |
| до 56 кг          | Наталья Юхарева · Россия      | Элиза Ражева · Болгария           | Ольга Лазорив · Украина Эрдэнэт Хишигбат · Монголия            |
| до 60 кг          | Татьяна Шушакова · Россия     | Анна Репида · Молдова             | Ольга Панчук · Украина Раиса Байлиева · Казахстан              |
| до 64 кг          | Тумен-Од Батиегс · Монголия   | Екатерина Гольберг · Россия       | Оксана Шевкова · Латвия Мария Кузнецова · Беларусь             |
| до 68 кг          | Мария Семенчук · Украина      | Батжаргал Батдэмбэрэл · Монголия  | Светлана Семёнова · Россия Мария Янчева · Болгария             |
| до 72 кг          | Марина Прищепа · Украина      | Жулдиз Айтмаганбетова · Казахстан | Татьяна Солодкина · Беларусь Светлана Галянт · Россия          |
| до 80 кг          | Анастасия Матросова · Украина | Октябри Жаргалсайхан · Монголия   | Вера Москалюк · Россия Динара Оразбекова · Казахстан           |
| свыше 80 кг       | Ирина Родина · Россия         | Юлия Борисик · Беларусь           | Альмагуль Кашина · Казахстан Дилоромхин Камбарова · Узбекистан |

#### Командный зачёт
1. Россия;
2. Украина;
3. Монголия;
4. Беларусь;
5. Казахстан;
6. Болгария.

### Боевое самбо
| Весовая категория | Золото                         | Серебро                            | Бронза                                                      |
| ----------------- | ------------------------------ | ---------------------------------- | ----------------------------------------------------------- |
| до 52 кг          | Баир Ванжилов · Россия         | Виктор Лаврентьев · Украина        | Сонинхуу Орхонбаатар · Монголия Кутжан Бекалиев · Казахстан |
| до 57 кг          | Дмитрий Тарасов · Россия       | Андрей Узкий · Украина             | Дмитрий Тышевский · Германия Павел Тодоров · Болгария       |
| до 62 кг          | Магомед Алиев · Россия         | Игорь Северин · Украина            | Баасахуу Далманпувер · Монголия Аманжол Агибаев · Казахстан |
| до 68 кг          | Баясхатан Эрдынеев · Россия    | Евгений Цуркан · Украина           | Томас Церич · Чехия Кристофер Фриборн · Великобритания      |
| до 74 кг          | Сайридин Икрамов · Таджикистан | Олег Мартыненко · Украина          | Алай Ниязменглиев · Туркменистан Баир Омоктуев · Россия     |
| до 82 кг          | Дмитрий Самойлов · Россия      | Дорждэрэн Мунхбаясгалан · Монголия | Изуру Такеучи · Япония Румен Димитров · Болгария            |
| до 90 кг          | Сергей Храмов · Россия         | Александр Коломиец · Украина       | Лукас Блазек · Чехия Ирмантас Грилаускас · Литва            |
| до 100 кг         | Рамазан Ахадуллаев · Россия    | Константин Ришков · Украина        | Павел Нохинек · Чехия Алоизас Маковски · Литва              |
| свыше 100 кг      | Фёдор Емельяненко · Россия     | Адам Беки · Чехия                  | Алексей Кочегаров · Украина Олег Савицкий · США             |

#### Командный зачёт
1. Россия;
2. Украина;
3. Чехия;
4. Монголия;
5. Таджикистан;
6. Казахстан.